# Artur Pastor
Artur Pastor (Alter do Chão, 01 de mayo de 1922 — 17 de septiembre de 1999), fue un fotógrafo portugués.

## Biografía
Artur Pastor finaliza el curso de Regente Agrícola en Évora, en 1942. El primer trabajo de la fotografía, que hace, es para ilustrar su tesis final. Fue entonces cuando descubrió el gusto por la fotografía que le fascinaría hasta el final de su vida.
En Évora colabora con numerosos periódicos del sur del país publicando artículos de opinión y de naturaleza literaria.
Al inicio de los años cincuenta va a trabajar en misión enviado por el Ministerio de Agricultura en Montalegre. En esta época intenta crear en Braga, una asociación fotográfica. En 1953 se va a vivir a Lisboa. En esta ciudad se incorpora como miembro del Foto Club 6x6.
Queda al servicio del Estado durante casi treinta años como Ingeniero Técnico Agrícola. A lo largo de estos años asume la responsabilidad de obtener y gestionar 10.000 fotos que constituyen la Fototeca de la Dirección General de Servicios Agrícolas. Al mismo tiempo, colabora con otros organismos vinculados a la agricultura, tales como el Consejo Nacional del Aceite de Oliva, del Vino, de las Frutas y de la Federación Nacional de Productores de Trigo, entre otros
Por sus servicios prestados al Ministerio de Agricultura, se acuerda darle la distinción de “Oficial de la Orden del Mérito Agrícola e Industrial “Classe do Mérito Agrícola). Registra miles de fotografías a demanda de diversos organismos oficiales y de grandes empresas, sobre todo en el dominio de la agricultura y el turismo. Colabora con centenares de fotografías en exposiciones oficiales y ferias, en su país y fuera de él. Participa en los Salones Nacionales e Internacionales de Fotografía. En los Salones Nacionales obtiene con regularidad los primeros premios.

## Exposiciones
Individualmente, celebró 14 exposiciones fotográficas, con énfasis en la que tuvo lugar en el Palacio Foz, en 1970, con 360 fotografìas, y en el Palacio Galveias, en 1986, con 136 fotografías. Después de su muerte se realizaron 3 exposiciones adicionales con su obra.
- "Motivos do Sul", con el tema Alentejo, Algarve y Serra de Arrábida, en el Círculo Cultural del Algarve, Faro, en enero de 1946 (300 fotografías)[1][2]
- en los Escritórios de informações da Comissão Municipal de Turismo de Faro, Faro, en 1946
- en el Salão de Festas da Sociedade Recreativa Olhanense, Olhão, en 1946
- "Motivos do Sul", con el tema Algarve, Setúbal y Alentejo, en la Sociedade Harmonia Eborense, Évora, en junio de 1946[3][4]
- con el tema Alentejo, no Pátio Árabe da Casa do Alentejo, Lisboa, en mayo de 1947
- con el tema cidade e região de Setúbal, el lo Salão Nobre da Câmara Municipal de Setúbal, Setúbal, en julio de 1947[5]
- con el tema Algarve, Alentejo y Setubal, no Palácio do Barrocal, Évora, en julio de 1949
- con el tema la playa de Sesimbra, el las Montras da Casa J. C. Álvarez, Lda na rua Augusta, Lisboa, en octubre de 1949[6]
- con el tema playa y del pueblo de Albufeira, en las Montras da Casa J. C. Álvarez, Lda na rua Augusta, Lisboa, en agosto de 1950
- exposição de turismo nacional, en el Palácio Foz, Lisboa, en 1953 (Exposición Colectiva)
- en lo Salão Maior do Palácio Foz, Lisboa, en diciembre de 1970 (360 fotografías)[7]
- con el tema paisajes con nieve en Tras-os-Montes, en las Montras da Casa J. C. Álvarez, Lisboa, en diciembre de 1974
- "Apontamentos de Lisboa", con el tema Lisboa, en el Palácio Galveias, Lisboa, en junio de 1986 (136 fotografías)[8][9]
- "Pequena Mostra de Fotografias de Artur Pastor", en la Junta de Freguesia de Santiago, Lisboa, en noviembre de 1986
- "Algarve (anos 50-60) Alguns Apontamentos", en la Galería de Arte Pintor Samora Barros, Albufeira, en abril de 1998
- "Artur Pastor 'O Domador da Rolleiflex'", en la galería ColorFoto, Porto, en julio de 2006
- "História(s) da Terra: Fotografías de Artur Pastor", en el Museu do Pão, Seia, en octubre de 2006
- "A Nazaré de Artur Pastor", en la Biblioteca Municipal da Nazaré, Nazaré, en noviembre de 2008

## Salones Internacionales
Entre 1946 y 1948, participó en varios salones internacionales de fotografía.
- XIII Salón Internacional de Fotografía, en Madrid
- VI e VII Salón Internacional de Arte Fotográfica, de Barcelona
- XXIII Salón Internacional de Fotografía, de Zaragoza
- Salón de Arte Fotográfica de Copenhaga, en Dinamarca
- Salón Internacional de Arte Fotográfica de São Paulo
- Salón Internacional de Arte Fotográfica de Río de Janeiro
- Salón Internacional de Arte Fotográfica de Leicester, en Inglaterra
- Salón Internacional de Arte Fotográfica de Charleroi
- Salón Internacional de Arte Fotográfica de Luxemburgo, donde obtuvo un diploma de honor

## Publicaciones

### Con la autoría de los textos y fotos
- Álbum sobre Nazaré ofrecido a la Reina Isabel II, durante su visita a Portugal,[10] Ayuntamiento da Nazaré, febrero de 1957
- "Nazaré", Livraria Portugal, 1958[11]
- "Algarve", Livraria Portugal, 1965[12]
- Libro "A Fotografia e a Agricultura", Direção Geral de Extensão Rural do Ministério da Agricultura e Pescas, 1979.

### Con la exclusiva autoría de fotos
- "Évora, Encontro com a Cidade", textos de Túlio Espanca, edición del Ayuntamiento de Évora, en 1988[13]

### Participación en álbumes con fotos de su autoría
- "As Mulheres do Meu País", de Maria Lamas, Publicado en tramos, entre 1948 y 1950
- "Romantic Portugal", edición de Frederic P. Marjay, 1955[14]
- "Lisboa", edición de Frederic P. Marjay, 1956
- "Portugal", edición de Frederic P. Marjay, 1962
- "Guia de Braga", Ayuntamiento de Braga, 1959
- "A Região a Oeste da Serra dos Candeeiros", Fundação Calouste Gulbenkian, 1961[15]
- "Albufeira, Imagens do Passado", Ayuntamiento de Albufeira, 1997

### Participación en revistas nacionales
"Alcobaça", "Panorama", "Mundo Ilustrado", "Agricultura", "Fotografía", "Revista Shell".
Fotos suministradas para boletines, almanaques de Alentejo, portadas de libros y discos, sellos, innumerables folletos, agendas, boletines regionales, calendarios y carteles

### Participación en revistas extranjeras
- "Photography Year Book"
- "Photography", Inglés, 1953
- "Revue Française"
- "Architektur & Wohnen"
- "Revue Fatis"
- "Photo Guide Magazine"
- "Art Photography", American, 1954
- Jornal "Times" de Londres, 20 de octubre de 1962, 8 de diciembre de 1962, 5 de enero de 1963
- "Merian", febrero de 1968
- "National Geographic Magazine", Archivo del Flashback, mayo de 2013[16]

## Cámaras utilizadas
- Rolleiflex, de película 6x6
- Mamiya C33, de película 6x6
- Nikon F90X, de formato de 35mm

## Patrimonio fotográfico
En el año 2001 su patrimonio fotográfico fue adquirido, en casi su totalidad, por el Archivo Fotográfico de Lisboa. Los archivos fotográficos de Artur Pastor contienen algunos miles de fotografías, en blanco y negro, diapositivos en color y negativos en color. Realizó la cobertura de todas las regiones continentales e insulares del país, constando colecciones de varias provincias de España e Italia y de las ciudades de París y Londres.
Dejó preparada la exposición “Uma Visão Histórica e Etnográfica do Pais”, con fotografías de Portugal en blanco y negro y color, y otras, en particular de Lisboa, Oporto, Braga, Évora y Sintra.